# Polly Higgins
Paulin Helen Higgins, detta Polly (Glasgow, 4 luglio 1968 – Slad, 21 aprile 2019), è stata un avvocato, scrittrice e attivista scozzese, descritta dal The Guardian come "una delle figure più influenti nel movimento verde". Abbandonò la carriera di avvocato per concentrarsi sulla difesa dell'ambiente e fece pressioni (senza successo) sulla Commissione del diritto delle Nazioni Unite affinché riconoscesse l'ecocidio come un crimine internazionale Higgins ha scritto tre libri, tra cui Eradicating Ecocide, e ha avviato il gruppo Earth Protectors per raccogliere fondi destinati alla causa.

## Biografia
Higgins è cresciuta a Blanefield appena a sud dell'Highland Boundary Fault, ai piedi delle Campsie Hills in Scozia. Suo padre era un meteorologo durante la seconda guerra mondiale e sua madre un'artista. L'impegno della famiglia per il clima e le questioni ambientali ha influenzato i suoi primi anni. Dopo aver frequentato la scuola gesuita di Glasgow St Aloysius' College (1986), si è laureata in Giurisprudenza presso l'Università di Aberdeen (1990) specializzandosi poi presso l'Università di Utrecht e l'Università di Glasgow (1991), quindi presso la City University e la Inns of Court School of Law di Londra. Nel 1998 è entrata a far parte dell'Ordine degli Avvocati (in Inghilterra). Ha esercitato la professione di avvocato con sede a Londra, specializzandosi in diritto societario e del lavoro. Durante gli anni dell'università, collaborò con Friedensreich Hundertwasser, artista e attivista ambientale austriaco. Successivamente si recò a Vienna, dove venne influenzata dal movimento ecologico europeo. Nel 2013, ha conseguito un Doctor Honoris Causa presso la Business School di Losanna, in Svizzera.

## Ambientalista
Alla fine di un caso durato tre anni che rappresentava una persona ferita sul lavoro, Higgins raccontò di aver guardato fuori dalla finestra della Corte d'appello e di aver pensato: "Anche la terra è stata ferita e danneggiata e non si fa nulla al riguardo". E poi: "La terra ha bisogno di un buon avvocato".  Successivamente, smise di esercitare la professione di avvocato per concentrarsi sulla difesa di un diritto internazionale che rendesse penalmente responsabili governi e dirigenti aziendali per i danni ambientali causati.
L'ecocidio era stato proposto come uno dei crimini internazionali contro la pace nel 1996, ma non è stato incluso nello statuto definitivo di Roma della Corte penale internazionale. Higgins iniziò a fare una campagna per la sua inclusione intorno al 2009. Spiegò nel 2010 che l'ecocidio "porta all'esaurimento delle risorse, e dove c'è un'escalation dell'esaurimento delle risorse, la guerra arriva al seguito. Dove tale distruzione nasce da azioni dell'umanità, l'ecocidio può essere considerato un crimine contro la pace". Fece pressioni sulla Commissione del diritto delle Nazioni Unite affinché riconoscesse l'ecocidio come un crimine internazionale, ma al momento della sua morte questo obiettivo non era stato raggiunto.
Come parte della sua campagna, Higgins scrisse Eradicating Ecocide e avviò il gruppo di raccolta fondi Earth Protectors. Fu una delle fondatrici della Earth Law Alliance.  Nel 2009, Higgins venne definita dalla rivista The Ecologist come "uno dei primi dieci pensatori visionari del mondo".  È stata classificata al 35º posto nella lista delle 100 donne più ispiratrici del mondo 2016 della rivista Salt.
È morta il 21 aprile 2019, all'età di 50 anni, a causa di un cancro terminale. Fu sepolta a Slad, nel Gloucestershire.

## Vita privata
Dopo aver lasciato la Scozia, Higgins visse a Londra e in seguito si stabilì vicino a Stroud, a Slad, nel Gloucestershire. Era sposata con Ian Lawrie, un giudice e QC, Consulente della Regina.